# 지바 시게루 (야구인)
지바 시게루(일본어: 千葉 茂, 1919년 5월 10일 ~ 2002년 12월 9일)는 일본의 전 프로 야구 선수이자 야구 지도자이다. 에히메현 사이조시 출신이며 현역 시절 포지션은 내야수였다.
전후 주니치 드래곤스 선수를 거쳐 센트럴 리그 심판이 된 지바 에이지는 친동생이다.

## 인물

### 선수 시절
에히메 현립 마쓰야마 상업학교에서 1938년에 도쿄 교진군에 입단, 1년차부터 주전 2루수로 발탁됐다. 이후 가와카미 데쓰하루, 아오타 노보루 등과 함께 요미우리의 제2기 황금 시대를 구축했다. 수비 범위가 넓고 화려한 2루 수비로 알려져 있었는데, 1루를 지키던 가와카미의 수비 범위가 좁아 ‘지바 1·2루수’라고도 불렸다. 송구할 때는 상대를 보지 않고 던지는 등 수비의 동작에서는 발군으로 전쟁 전의 명2루수로 이름을 날렸던 가리타 히사노리의 계보를 잇는 선수로서 이름을 떨쳤다.
우타이지만 어떤 코스의 공도 우측 방향을 노리는 독특한 타법으로 통산 96개의 홈런 중 81개를 우측으로 넘긴 것으로 알려져 있다. 그 이유는 전쟁 이전 클린업을 맡았던 중견수 시절에 1번인 미하라 오사무와 2번인 미즈하라 시게루를 진루시키기 위해 익힌 타격에서 나온 것이었다. 또한 ‘배트에 끈끈이가 있다’라고 평가할 정도로 파울볼을 커팅해내는 능력이 있어 볼넷을 골라 출루하는 교타자였다.
전쟁 이후에는 주로 1번이나 2번 타자로 활약했다. 1948년 10월 16일의 다이요 로빈스전에서는 1경기 6득점을 기록했다. 1950년에는 121경기에 출장해 리그 최다인 105볼넷을 기록했고 이후 1952년까지 3년 연속으로 리그 최다 볼넷을 기록했다. 1951년 5월 이후에는 2번 타자로 정착했는데, 시즌 후반부터 요나미네 가나메와 야구계 굴지의 테이블 세터진을 형성했다. 1953년에는 리그 4위의 타율 3할 2푼, 리그 3위인 80타점을 기록하여 요미우리의 제2기 황금 시대를 이끌었지만 1954년경부터 부진에 시달릴 정도의 침체를 보였고 1956년에 현역에서 은퇴했다.
2루수로서 베스트 나인 7회 수상은 다카기 모리미치와 함께 역대 최다이다.

### 그 후
은퇴 후에는 요미우리에서 코치와 2군 감독을 역임했다. 1959년에 긴테쓰 버펄로의 감독으로 취임했는데 나이토 히로후미와 오토모 다쿠미가 지바에게 호응해 와 이적했다. 지바의 감독 취임 이전 긴테쓰의 닉네임은 긴테쓰 연선의 이세지마에서 양식된 진주에서 유래하여 ‘펄스’(パールス)였지만 팬 투표의 결과에 따라 지바의 별명인 ‘맹우’(猛牛)와 관련된 ‘버펄로’로 명명됐다(훗날 팀명을 ‘긴테쓰 버펄로스’로 변경). 구단의 ‘맹우 마크’는 지바의 친구인 오카모토 다로가 디자인한 것이었다.
1961년까지 감독을 맡았지만 긴테쓰 시절에 시즌 103패를 기록하는 등 성적은 모두 최하위로 끝났다. ‘지상 최저의 감독’이라는 비판을 받았지만 이때까지 계약금이 저렴한 무명 선수만 영입했던 긴테쓰 구단에 ‘많은 돈을 써야 좋은 선수를 얻을 수 있다’고 진언하는 등 긴테쓰의 체질 개선에 노력했다.
이후 야구 평론가로 활동했으며 1980년에 야구 명예의 전당에 입성했다. 2002년 12월 9일에 사망했다(향년 83세).

## 에피소드

### 개인

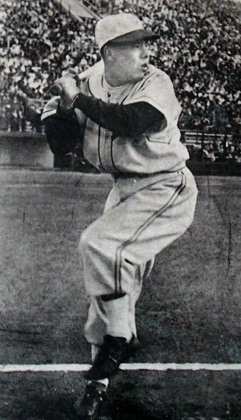
지바의 타격폼

덕망이 뛰어나 주장을 맡았다. 1947년에는 장티푸스로 급서한 구로사와 도시오의 등번호인 4번을 영구 결번하도록 선수단을 대표해 구단에 요청했다. 현역 시절 때부터 많은 선수들로부터 차기 요미우리의 감독으로 추대됐으나 가와카미 데쓰하루에게 양보했다. 이에 대해 지바는 “데쓰(哲, 가와카미의 별명)에게 보내기 번트를 했다”고 표현했다.
동료였던 아오타 노보루에 의하면 지바는 유니폼을 입을 때는 멋을 낸다고 할 만큼 아름다웠지만, 평상시의 복장은 아첨도 못할 정도로 셔츠의 옷자락은 느슨하고 신발은 발뒤꿈치를 꺾어 신는 모습으로 매우 주요한 야구인이라고 말할 수 없을 정도로 심했다고 한다. 그러나 그 옷들은 모두 명품이었고 놀랄만한 에피소드들도 자신의 저서에서 소개하고 있다.
만담가인 다테가와 단시가 젊었던 시절에 그의 동네 야구 팀에 합류하고 있었으며 프로 야구 선수들도 경기롤 보러 왔었다. 다테카와에 의하면 초등학생을 상대로 지던 몹시 서툴렀던 팀을 니시모토 유키오와 히로오카 다쓰로는 차가운 눈으로 보고 있었지만 지바는 혼자 뒤집어져 웃으면서 보고 있었다. 다테가와는 “나는 지바가 정말 좋아요. (그에 비해)히로오카는 붙임성이 없고 재미도 없는 남자라고 생각했습니다”라고 저서에서 밝혔다.
1948년에 긴자의 양식점 ‘그릴 스위스’에서 지바가 커틀릿을 카레에 얹어서 먹은 것으로부터 가게 주인이 ‘돈까스 카레’를 새로운 메뉴로 개발한 것으로 알려져 있다.
긴테쓰 감독 용퇴 이후 유니폼을 입지는 않았으나 저서 및 슈칸 베이스볼의 연재 기사에서 전쟁 이전부터 프로 야구의 산증인으로 수많은 팬들을 모았던 문장을 쓰고 있었다. 또한 말년에는 야구 전당 박물관의 도서관에 다녔고, 슈칸 베이스볼에 기재된 전쟁 전의 야구계를 회고하는 칼럼을 쓰기 위한 취재를 했다.
2000년에 개최됐던 긴테쓰 창립 50주년 기념 긴테쓰 대 요미우리의 OB전에서는 ‘이 몸의 고향은 양 팀이다’라며 두 팀의 유니폼이 반반씩 섞인 유니폼을 입고 등장해 양 팀의 벤치로부터 구교가 깊어져 있었다. 또한 역시 두 팀에 모두 재적했던 세키네 준조, 아와구치 겐지, 아리타 슈조, 오타 고지는 한 유니폼(세키네·아리타·오타는 긴테쓰, 아와구치는 요미우리)을 입고 출전했다.

### 야구관
입단 당시의 등번호는 30번이었지만 이듬해부터 22번으로 변경했다. 전후에는 현역 은퇴까지 3번을 사용했다. 은퇴 후에도 3번을 지키고 있었으나 1958년에 신인인 나가시마 시게오에게 양보했다.
1955년, 몸쪽으로만 투구하던 주니치 드래곤스의 스기시타 시게루로부터 마음껏 휘둘러 좌측을 넘기는 홈런을 때려냈다. 지바는 벤치에 돌아와서 가쿠라이 미노루에게 “좌측으로 밖에 홈런을 치지 못한다니, 나도 이제 끝장이다”라고 불쑥 말했다. 사실, 그것이 지바의 현역 마지막 홈런이 되었고 이듬해 은퇴했다.
현역 시절 최우수 선수에 선정된 적은 없지만 유력 후보가 된 적은 2번 있었다. 처음은 1946년의 일로 그레이트 링의 야마모토 가즈토와 오사카 타이거스의 후지무라 후미오에 지바가 더해져 3파전이 될 것으로 예상됐는데 이 때는 타점왕을 차지하고 우승 팀의 주력이었던 야마모토가 수상했다. 다음은 1949년인데 당시에는 ‘우승 팀의 선수를 우선한다’는 추세가 있어 지바의 수상이 유력시됐다. 하지만 당해에 기존의 선정 방식이 5명의 연기 투표제로 변경됐고, 신기록을 경신하며 타격 2관왕에 오른 후지무라가 6위 팀의 소속으로 지바를 물리치고 수상하게 됐다. 한편 이 투표에는 당시 프로 야구 재편 문제의 중심이었던 마이니치 신문 계열의 기자들이 후지무라에게 집중적으로 투표했다는 소문이 돌아 지바는 “내가 (리그)분열의 가장 큰 피해자다”라고 말했다.

## 상세 정보

### 출신 학교
- 구제 에히메 현립 마쓰야마 상업학교(현재의 에히메 현립 마쓰야마 상업고등학교)

### 선수 경력
- 도쿄 교진군·요미우리 자이언츠(1938년 ~ 1941년, 1946년 ~ 1956년)

### 지도자·기타 경력
- 요미우리 자이언츠 코치, 2군 감독(1951년 ~ 1958년)
- 긴테쓰 버펄로 감독(1959년 ~ 1961년)

### 수상·타이틀 경력
- 베스트 나인 : 7회(1947년 ~ 1953년)
- 일본 야구 명예의 전당 헌액자(1980년) ※특별 헌액

### 개인 기록
기록 달성 경력
- 통산 1000경기 출장 : 1951년 7월 28일 ※역대 6번째

기타
- 1경기 6득점(1948년 10월 16일) ※일본 프로 야구 기록
- 올스타전 출장 : 5회(1951년 ~ 1955년)

### 등번호
- 30(1938년)
- 22(1939년 ~ 1941년)
- 3(1946년 ~ 1957년)
- 31(1958년 ~ 1961년)

### 연도별 타격 성적
| 연 도       | 소 속                | 경 기 | 타 석 | 타 수 | 득 점 | 안 타 | 2 루 타 | 3 루 타 | 홈 런 | 루 타 | 타 점 | 도 루 | 도 루 자 | 희 생 번 | 희 생 플 | 볼 넷 | 고 4 | 사 구 | 삼 진 | 병 살 타 | 타 율 | 출 루 율 | 장 타 율 | O P S |
| ----------- | -------------------- | ----- | ----- | ----- | ----- | ----- | ------- | ------- | ----- | ----- | ----- | ----- | -------- | -------- | -------- | ----- | ---- | ----- | ----- | -------- | ----- | -------- | -------- | ----- |
| 1938년 춘계 | 도쿄 교진군 요미우리 | 34    | 143   | 122   | 18    | 36    | 4       | 7       | 0     | 54    | 17    | 2     | --       | 0        | --       | 21    | --   | 0     | 9     | --       | .295  | .399     | .443     | .841  |
| 1938년 추계 | 도쿄 교진군 요미우리 | 40    | 187   | 142   | 29    | 32    | 4       | 1       | 2     | 44    | 18    | 6     | --       | 1        | --       | 43    | --   | 1     | 20    | --       | .225  | .409     | .310     | .718  |
| 1939년      | 도쿄 교진군 요미우리 | 95    | 432   | 354   | 60    | 108   | 7       | 3       | 3     | 130   | 51    | 12    | --       | 4        | 4        | 69    | --   | 1     | 38    | --       | .305  | .420     | .367     | .787  |
| 1940년      | 도쿄 교진군 요미우리 | 90    | 394   | 320   | 51    | 90    | 9       | 4       | 3     | 116   | 38    | 16    | --       | 6        | 2        | 65    | --   | 1     | 39    | --       | .281  | .404     | .363     | .767  |
| 1941년      | 도쿄 교진군 요미우리 | 82    | 371   | 316   | 44    | 74    | 9       | 3       | 1     | 92    | 31    | 15    | --       | 3        | --       | 52    | --   | 0     | 18    | --       | .234  | .342     | .291     | .634  |
| 1946년      | 도쿄 교진군 요미우리 | 93    | 421   | 358   | 60    | 103   | 15      | 6       | 5     | 145   | 60    | 10    | 6        | 4        | --       | 59    | --   | 0     | 15    | --       | .288  | .388     | .405     | .794  |
| 1947년      | 도쿄 교진군 요미우리 | 103   | 447   | 391   | 58    | 117   | 13      | 7       | 4     | 156   | 34    | 9     | 5        | 5        | --       | 51    | --   | 0     | 25    | --       | .299  | .380     | .399     | .779  |
| 1948년      | 도쿄 교진군 요미우리 | 135   | 587   | 522   | 77    | 148   | 23      | 6       | 14    | 225   | 57    | 13    | 9        | 10       | --       | 55    | --   | 0     | 28    | --       | .284  | .352     | .431     | .783  |
| 1949년      | 도쿄 교진군 요미우리 | 134   | 634   | 551   | 121   | 169   | 15      | 2       | 15    | 233   | 59    | 12    | 8        | 6        | --       | 76    | --   | 1     | 48    | --       | .307  | .392     | .423     | .815  |
| 1950년      | 도쿄 교진군 요미우리 | 121   | 550   | 435   | 96    | 126   | 13      | 0       | 8     | 163   | 45    | 16    | 4        | 10       | --       | 105   | --   | 0     | 46    | 10       | .290  | .428     | .375     | .802  |
| 1951년      | 도쿄 교진군 요미우리 | 114   | 541   | 451   | 86    | 124   | 9       | 3       | 8     | 163   | 61    | 22    | 7        | 14       | --       | 76    | --   | 0     | 48    | 6        | .275  | .380     | .361     | .741  |
| 1952년      | 도쿄 교진군 요미우리 | 120   | 556   | 455   | 87    | 142   | 22      | 4       | 10    | 202   | 62    | 11    | 5        | 24       | --       | 76    | --   | 1     | 43    | 12       | .312  | .412     | .444     | .856  |
| 1953년      | 도쿄 교진군 요미우리 | 120   | 537   | 462   | 87    | 148   | 31      | 1       | 12    | 217   | 80    | 3     | 9        | 19       | --       | 55    | --   | 1     | 46    | 15       | .320  | .394     | .470     | .864  |
| 1954년      | 도쿄 교진군 요미우리 | 120   | 515   | 433   | 68    | 109   | 13      | 3       | 7     | 149   | 48    | 7     | 4        | 26       | 3        | 53    | --   | 0     | 51    | 14       | .252  | .333     | .344     | .677  |
| 1955년      | 도쿄 교진군 요미우리 | 96    | 393   | 321   | 37    | 76    | 6       | 2       | 4     | 98    | 30    | 1     | 2        | 17       | 0        | 55    | 0    | 0     | 36    | 12       | .237  | .348     | .305     | .654  |
| 1956년      | 도쿄 교진군 요미우리 | 15    | 14    | 10    | 2     | 3     | 1       | 0       | 0     | 4     | 0     | 0     | 1        | 2        | 0        | 2     | 0    | 0     | 5     | 0        | .300  | .417     | .400     | .817  |
| 통산 : 15년 | 통산 : 15년          | 1512  | 6722  | 5643  | 981   | 1605  | 194     | 52      | 96    | 2191  | 691   | 155   | 60       | 151      | 9        | 913   | 0    | 6     | 515   | 69       | .284  | .385     | .388     | .773  |

- 굵은 글씨는 시즌 최고 성적.
- 도쿄 교진군은 1947년에 요미우리(요미우리 자이언츠)로 구단명을 변경.

### 연도별 투수 성적
| 연 도      | 소 속       | 등 판 | 선 발 | 완 투 | 완 봉 | 무 4 구 | 승 리 | 패 전 | 세 이 브 | 홀 드 | 승 률 | 타 자 | 이 닝 | 피 안 타 | 피 홈 런 | 볼 넷 | 고 4 | 몸 맞 | 탈 삼 진 | 폭 투 | 보 크 | 실 점 | 자 책 점 | 평 자 책 | W H I P |
| ---------- | ----------- | ----- | ----- | ----- | ----- | ------- | ----- | ----- | -------- | ----- | ----- | ----- | ----- | -------- | -------- | ----- | ---- | ----- | -------- | ----- | ----- | ----- | -------- | -------- | ------- |
| 1946년     | 도쿄 교진군 | 1     | 0     | 0     | 0     | 0       | 0     | 0     | --       | --    | ----  | 21    | 4.0   | 8        | 0        | 0     | 0    | 0     | 2        | 0     | 0     | 4     | 4        | 9.00     | 2.00    |
| 통산 : 1년 | 통산 : 1년  | 1     | 0     | 0     | 0     | 0       | 0     | 0     | --       | --    | ----  | 21    | 4.0   | 8        | 0        | 0     | 0    | 0     | 2        | 0     | 0     | 4     | 4        | 9.00     | 2.00    |

### 감독으로서의 팀 성적
| 연도       | 소속       | 순위       | 경기 | 승리 | 패전 | 무승부 | 승률 | 승차          | 팀 홈런       | 팀 타율       | 팀 평균자책점 | 연령          |
| ---------- | ---------- | ---------- | ---- | ---- | ---- | ------ | ---- | ------------- | ------------- | ------------- | ------------- | ------------- |
| 1959년     | 긴테쓰     | 6위        | 51   | 12   | 39   | 0      | .235 | -             | -             | -             | -             | 40세          |
| 1960년     | 긴테쓰     | 6위        | 131  | 43   | 87   | 1      | .331 | 39.0          | 69            | .236          | 3.61          | 41세          |
| 1961년     | 긴테쓰     | 6위        | 140  | 36   | 103  | 1      | .259 | 51.5          | 68            | .229          | 3.96          | 42세          |
| 통산 : 3년 | 통산 : 3년 | 통산 : 3년 | 322  | 91   | 229  | 2      | .284 | B클래스 : 3회 | B클래스 : 3회 | B클래스 : 3회 | B클래스 : 3회 | B클래스 : 3회 |

- 1959년에는 6월 18일까지 지휘. 남은 경기는 하야시 기이치가 감독 대행을 맡음(82경기 27승 3무 52패)